# Cosymbotus
Cosymbotus é um género de répteis escamados da família Gekkonidae.